# Catsby
Catsby (en coréen : 위대한 캣츠비) est une série manhwa écrite et dessinée par Kang Do-ha à partir de 2004.
À l'origine publiée sur le portail web coréen Daum,, la série a par la suite été éditée en format papier. Elle est publiée en français aux éditions Casterman, collection « Hanguk » depuis Mai 2007. Il s'agit historiquement du premier webtoon coréen publié en livre papier en France.

## Synopsis
Catsby est un manhwa où l'on suit la vie amoureuse de deux amis Catsby et Hound, Catsby vivant chez son ami depuis la fin de leurs études faute de moyen.

## Personnages principaux
CatsbyLe héros de l'histoire. Il a fini ses études et est sans emploi. Il vit chez son meilleur ami Hound. "Moi, c’est Catsby. Un matou âgé de 26 ans et des poussières. Un traîne-pattes sans ambition. (…) Pour un mâle qui n’a pas fait les grandes écoles ni une spécialité prometteuse, le droit de choisir un métier est un luxe. La seule chose qui me console, c’est le fait qu’il n’y ait pas que moi qui soit dans la merde…"
HoundMeilleur ami du personnage principal, celui-ci travaille en tant que professeur particulier, il héberge Catsby en attendant que celui-ci trouve une situation stable. Il a fait ses études à l'université avec Catsby, et fut le petit ami de Persoue avant lui, mais il décide de la lui laisser.
PersouePremière petite amie de Catsby, celle-ci, au bout de 6 ans de couple avec lui décide de se marier avec un homme plus âgé que Catsby, plus riche et veuf.
SunUne simple classe "C", elle rencontre Catsby, il l'embrasse et passe la nuit avec elle dès le premier rancard, sous l'effet de l'alcool, elle va marquer un tournant dans la vie de Catsby.

### Documentation
- Paul Gravett (dir.), « Les années 2000 : Catsby », dans Les 1001 BD qu'il faut avoir lues dans sa vie, Flammarion, 2012 (ISBN 2081277735), p. 763.